# Hittnau
Hittnau est une commune suisse du canton de Zurich, située dans le district de Pfäffikon.

Photo aérienne prise à 300 m par Walter Mittelholzer (1922).